# Fisétine
La fisétine ou fisétol est un composé organique de la famille des flavonols, une sous-famille des flavonoïdes.
Ce composé est utilisé comme teinture jaune/brune. Sa structure a été découverte par le chimiste autrichien Josef Herzig (1853–1924) qui l'a identifiée dans le fustet ou arbre à perruques (Cotinus coggygria, Fisetholz en allemand d'où son nom). Elle est aussi naturellement présente dans certains arbres du genre Acacia, Acacia greggii, Acacia berlandieri, dans le Butea monosperma (palash, flamme de la forêt), dans le Quebracho colorado, dans les plantes du genre Rhus et dans le cyprès de Nootka (Xanthocyparis nootkatensis). Elle serait aussi présente dans les mangues et dans les fraises.

## Propriétés
Diluée dans une solution d'éthanolate de sodium, la fisétine présente une fluorescence vert foncé.

## Effets biologiques
La fisétine est légèrement toxique, et potentiellement mutagène. Elle réduit cependant la toxicité des aflatoxines en laboratoire. Elle a aussi une action directe sur différents voies de signalisation comme PI3K, JAK-STAT, Nrf2, PKC, JNK.

## Applications médicales
La fisétine est un puissant activateur de sirtuine.
Une étude de P. Maher et al. montre que la fisétine pourrait avoir chez le rat une action bénéfique sur la mémoire à long terme.
Une nouvelle étude de P. Maher et al. sur des souris Akita (génétiquement prédisposées au diabète) montre qu'un régime riche en fraises (un fruit riche en fisétine) réduit les symptômes de diabète et de l'activité inflammatoire liée au cancer.
Les effets bénéfiques de la fisétine sur l'ostéoporose ont été démontrés in vitro et in vivo dans des études précliniques sur différentes espèces animales.
La fisétine permettrait d'augmenter la durée de la fenêtre thérapeutique lors d'un accident vasculaire cérébral ischémique.